# Prosperidad
Prosperidad o La Prosperidad és un barri del districte de Chamartín, situat a la zona nord-est de la ciutat de Madrid, i colindant amb el districte de Salamanca. És entre el carrer Príncipe de Vergara, l'Avinguda de América, la M-30 i Sánchez Pacheco, i és travessada pel carrer López de Hoyos, un dels carrers més llargs de la ciutat i amb gran activitat comercial.
Té una superfície de 103,72 hectàrees i una població de 38.469 (2007). Limita al nord amb Ciudad Jardín i a l'est amb El Viso, ambdós de Chamartín; al sud amb Guindalera (Salamanca) i a l'oest amb San Juan Bautista (Ciudad Lineal).

## Demografia
| 1998   | 1999   | 2000   | 2001   | 2002   | 2003   | 2004   | 2005   | 2006   | 2007   |
| 36.835 | 36.789 | 36.570 | 37.203 | 37.297 | 37.998 | 38.206 | 38.001 | 38.209 | 38.005 |
| ------ | ------ | ------ | ------ | ------ | ------ | ------ | ------ | ------ | ------ |
|        |        |        |        |        |        |        |        |        |        |

## Història
La història del barri de Prosperidad i del de Ciudad Jardín es troben lligades, en tractar-se històricament del mateix nucli urbà de Chamartín de la Rosa.

### Origen
Els primers indicis entorn d'aquest barri daten de finals del segle xix, després de construir-se la Ciutat Jardí, en la qual Ebenezer Howard intenta sintetitzar totes les propostes dels socialistes utòpics. És aquesta una ciutat sense un veritable centre urbà, de cases petites i unifamiliars, que integra abundants zones verdes, pensada per la classe obrera, per fer-los sentir-se propietaris i que visquessin en un entorn saludable. Es van construir moltes ciutats amb aquests plantejaments, però el model estava tan lluny del que era realment la ciutat industrial que van acabar per convertir-se en petits pobles, o sent absorbides per les grans ciutats.
La primera construcció coneguda d'aquest barri, és La Ciudad Jardín de Luis Larrainza, eminent arquitecte del segle xix. Aquesta Ciutat Jardí va arribar a ser coneguda més tard com La Prosperidad, a causa de la fama de les barriades de barraques i pobresa que l'envoltaven. El que era el somni de la ciutat socialista ideal ideada per Ebenezer, acaba sent finalment un nucli de bellesa fora del que era la ciutat de Madrid en si i envoltada de nuclis de pobresa i analfabetisme.

### Regnat d'Alfons XIII
Durant el regnat d'Alfons XIII la situació no canvia massa, podent destacar tan sols un important flux d'immigració interior que rep la zona, augmentat el nombre de residents de forma espectacular, donada la seva funció com refugi dels més pobres de la ciutat de Madrid.
Cal destacar la mala fama que obté el barri i les gents del lloc, sent no precisament un dels llocs més recomanables per visitar. És tal la fama que arriba a ser anomenat com a barri de mala mort i prostitució en les obres de l'humorista i escriptor Enrique Jardiel Poncela.
Durant aquest regnat, La Prosperidad destacava bé per ser un barri d'esquerres, en el qual el PSOE té un paper més aviat poc transcendental i lleuger el dels comunistes, sent els anarquistes amb la CNT els que destaquen com a força política del lloc, que despunta com un dels nuclis anarquistes més importants de la capital.

### Primo de Rivera
Havent ascendit Miguel Primo de Rivera al poder en 1923, els anarquistes sofreixen una gran pressió i persecució que, si bé provoca molts incidents violents, no arriben més enllà de la transcendència històrica.
El nou dictador es proposa llavors remodelar la barriada per crear un barri obrer i treballador, ordenat i seguint la idea dels socialistes utòpics per deixar una mica més satisfets als residents de la zona. Amb això, continua el projecte sense acabar de Ciutat Jardí continuant-ho pels limítrofs del carrer Alfons XIII, creada aleshores, i Ciutat Jardí Primo de Rivera, confrontant amb La Prosperitat.
Quant a aquestes barriades, incentiva en elles l'activitat industrial, fundant i donant permisos a nombroses fàbricas perquè comencessin la seva labor reconstructiva de la zona. Per a això crea més habitatges de menor pressupost en el que actualment seria el carrer Juan López de Hoyos, destacant en ella la gran quantitat de corralas, o pisos amuntegats d'un o dos pisos d'altura entorn d'un pati comú.
Tot això ho fa seguint una idea de plànol ortogonal o ordenat en quadrícules, que malgrat la dificultat i irregularitat del terreny, encara segueix vigent, però amb un tipus d'habitatge en aquells dies ja molt diferent del que abans es podia veure.

## Transports
Metro de Madrid:
- Estació d'Avenida de América    : comuna als barris de Prosperidad i Guindalera.
- Estació de Prosperidad : comuna als barris de Prosperidad i Ciudad Jardín.
- Estació d'Alfonso XIII : comuna als barris de Prosperidad i Ciudad Jardín.